# Geiersberg (Mönchberg)
Der Geiersberg ist ein 511 m ü. NHN hoher Berg im Spessart im 
unterfränkischen Landkreis Miltenberg in Bayern. Nicht zu verwechseln ist er mit dem gleichnamigen, höchsten Spessartgipfel Geiersberg.

## Beschreibung
Der Geiersberg liegt zwischen den Orten Mönchberg und Reistenhausen. Sein Gipfel befindet sich auf der Gemarkung des Marktes Mönchberg. Der Berg wird im Südosten bei Collenberg durch das Tal des Mains und im Osten durch das des Ullersbaches begrenzt. Im Norden geht er flach zum Querberg (471 m) und im Südwesten zum Schöllesberg (482 m) über. Über den Geiersberg verläuft der Fernwanderweg Eselsweg. An seinen Nordwesthängen entspringt der Brunnenweggraben, an den Osthängen der Grundungbach.